# Église Saint-Martin de Benay
L'église Saint-Martin de Benay est une église située à Benay, en France.

## Localisation
L'église est située sur la commune de Benay, dans le département de l'Aisne.